# Randschrift

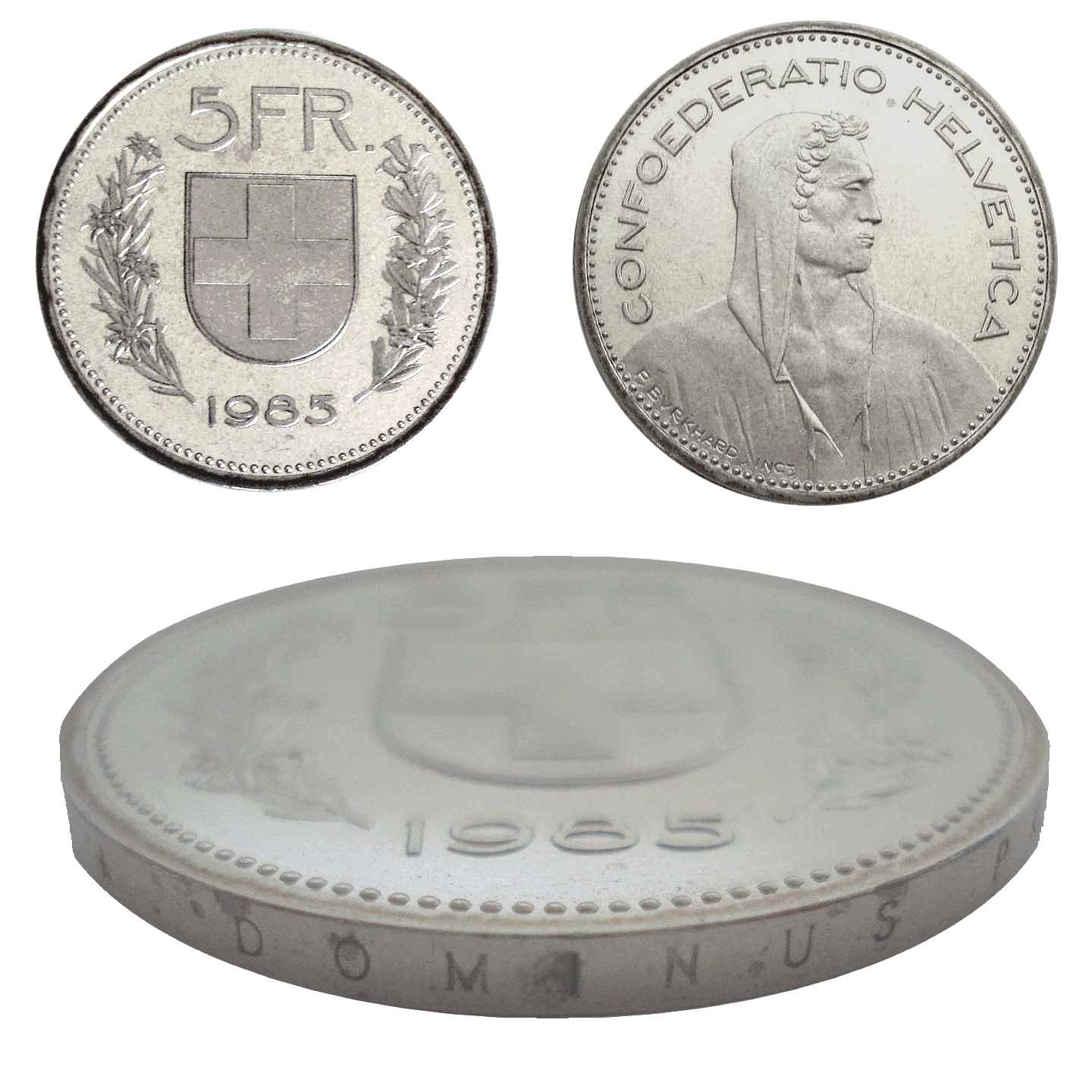
5 Franken vertiefte Randschrift 1985

Als Randschrift, auch Randprägung, Kanten- oder Umschrift, bezeichnet man in der Numismatik auf dem Münzrand aufgeprägte (gerändelte) Zeichen.
Randschriften dienen der Fälschungssicherheit von Münzen aber auch der zusätzlichen Information. Sie können entweder „vertieft“ oder „erhaben“ produziert werden. Vertiefte Randschriften sind die häufiger vertretene Variante. Hierbei sind die Zeichen in den Rand „nach innen“ eingeprägt, wie bei den 2-Euro-Stücken. Erhabene Randschriften sind seltener, aufwändiger in der Produktion und sehr fälschungssicher. Hierbei werden die Zeichen nach außen stehend geprägt, so dass sie ertastet werden können, wie seit 1994 wieder bei den 5-Franken-Stücken, die im Zeitraum 1985 bis 1993 mit vertiefter Schrift ausgegeben wurden.

## Geschichte

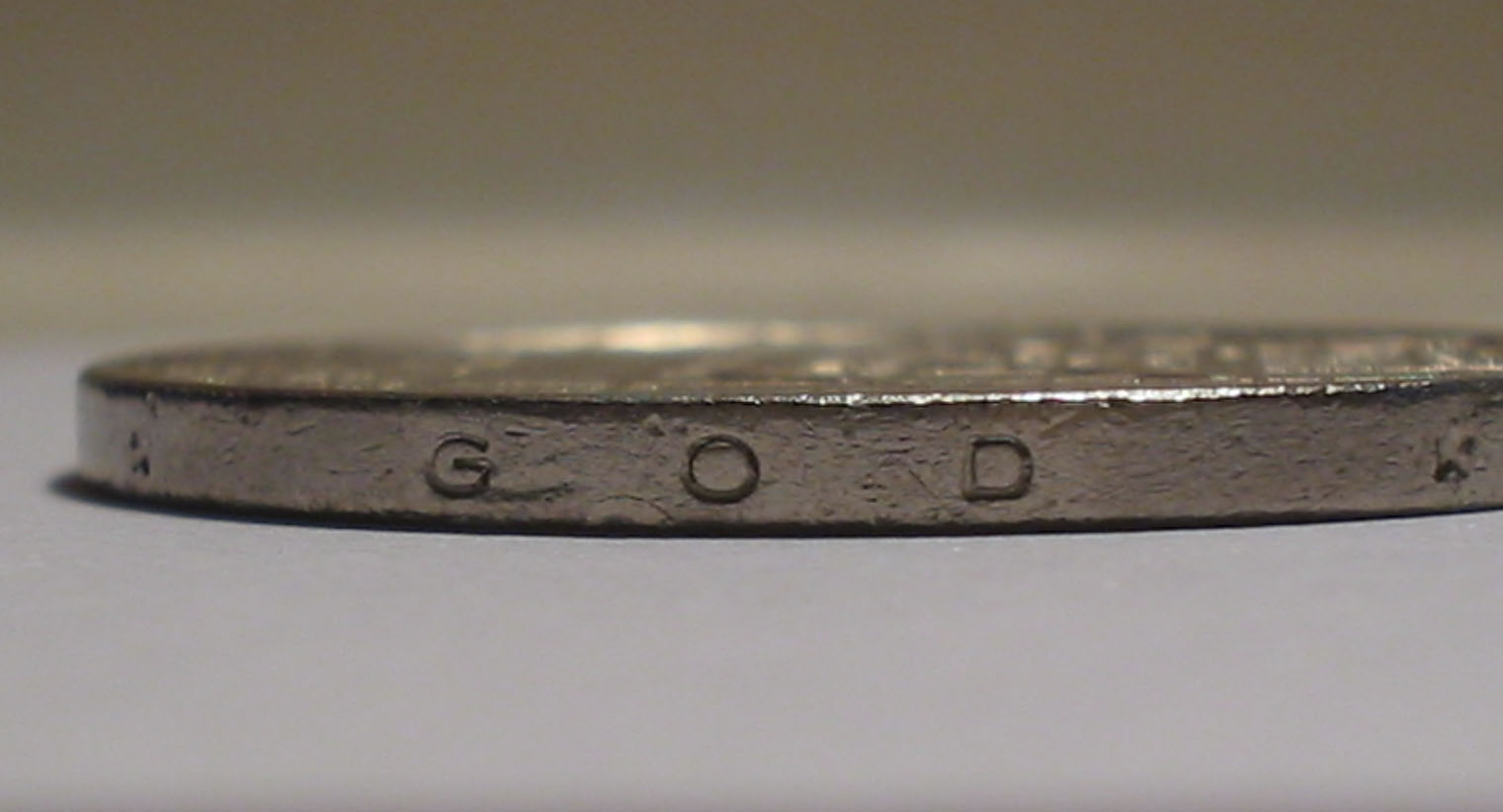
Randschrift einer niederländischen Münze

Die Verwendung von Randschriften reicht so weit zurück wie die Produktion von Münzen mithilfe von Maschinen. Einst wurden Münzen aus Gold und Silber geprägt. Die Leute begannen, von den Münzen mit glattem Rand ringsum das Edelmetall abzutragen, was als Münzverringerung bezeichnet wurde. Diese Schrift oder Markierung konnte sich auch auf der Münze befinden, wo sie dicht an den Münzrand gesetzt war. Randprägungen trugen dazu bei, das Abfeilen von Gold und Silber zu verhindern. Es konnte erkannt werden, ob eine Münze noch unversehrt war oder ob sich jemand daran bereichert hatte. Dies war durch die Prägung auf der Kante noch effektiver.

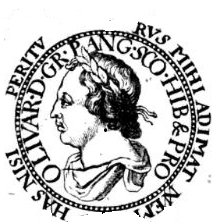
Der Cromwelltaler von 1658 ist lt. Kundmann die erste Münze mit einer Randschrift gegen Beschneidung

Eine der ersten Randschriften auf Silbermünzen zeigt der Cromwelltaler von 1658. Mit HAS NISI PERITVRVS MIHI ADIMAT NEMO (Verderben dem, der mich beschneidet) sollte das Beschneiden des Münzrandes verhindert werden.
Nach Johann Christian Kundmann

„hat diese Randschrifft […] auf diesem Thaler […] was besonderes, und schreibt man insgemein dem Cromwell diese Erfindung zu.“

Auf den 3-, 5- und 20-Mark-Stücken der Deutschen Kaiserzeit (1871–1918) findet sich die Randschrift GOTT MIT UNS. Zur Zeit der Weimarer Republik wurden Münzen mit Riffelrand oder – auf manchen 3- und 5-Mark Stücken – die Worte Einigkeit und Recht und Freiheit verwendet. In der nationalsozialistischen Zeit wurden auf die deutschen Münzen Randschriften wie "Gemeinnutz geht vor Eigennutz" (Bsp. 5 RM Paul von Hindenburg) geprägt. Nach dem Zweiten Weltkrieg fanden die Worte Einigkeit und Recht und Freiheit auf deutschen 2- und 5-Mark-Stücken Verwendung. Die deutschen 2-Euro-Stücke besitzen ebenfalls diese Randschrift.
Da die Randschriften noch vor dem Motiv auf die Münzrohlinge geprägt werden kann sie bei den Münzen unterschiedlich zur Bild- und Rückseite stehen.

## Andere Randprägungen

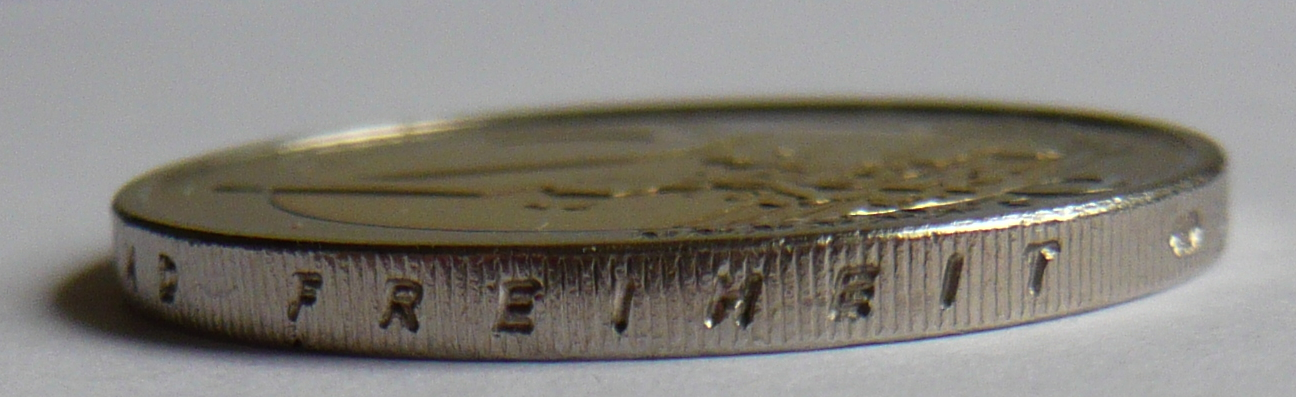
2 Euro mit Riffelrand und Inschrift

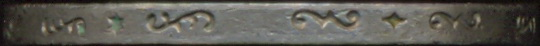
1 DM Rand mit Arabesken

Alternativ zu Worten können auch Zeichen oder bestimmte Strukturen als Randschrift verwendet werden. Dazu zählen z. B. der Kerbenrand (10- u. 50-Cent-Stücken), der Riffelrand (1-Euro-Stück) oder der Arabeskenrand (1-DM-Stück). Der Unterschied zwischen Kerben- und Riffelrand besteht darin, dass beim Kerbenrand die Anzahl der Kerben festgelegt ist, während die Anzahl der Riffeln beim Riffelrand nicht festgelegt ist.
Eine besondere Form der Randschrift war der sogenannte Security Edge. Er wurde in den 70er- und 80er-Jahren in manchen englischsprachigen Ländern verwendet. Hierbei wird in eine Münze eine Rundum-Kerbe eingeprägt, so dass ein Rand entsteht, der dem Buchstaben M ähnelt. Dieses System erwies sich jedoch als zu teuer und nicht fälschungssicher genug.

## Gedenkmünzen mit Randschrift (Auswahl)

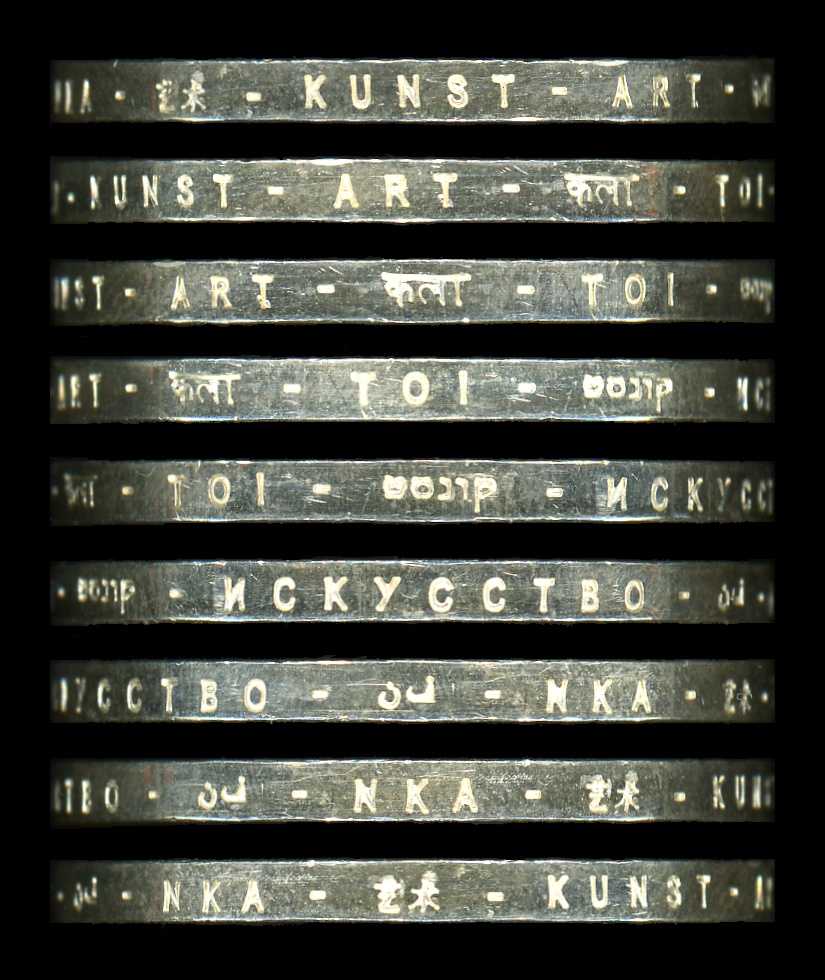
Kassler Dokumenta 2002

- 1991: 250-Franken zur 700-Jahr-Feier der Eidgenossenschaft – Randschrift: 1291 – 1991
- 2002: 10-Euro-Gedenkmünze zur Kasseler Documenta – als Randschrift das Wort „Kunst“ in mehreren Sprachen und Schriftarten: Deutsch – Englisch – Hindi – Maori – Jiddisch – Russisch – Arabisch – Igbo (Nigeria) – Chinesisch.[7]